# Antonio de Fuentes
Antonio de Fuentes fue maestro albañil y alarife de Sevilla (Andalucía, España) en el siglo XVII.

## Biografía
Fue alcalde alarife del cabildo municipal de Sevilla en 1642 y 1643. En 1642 realizó la estimación del coste de la reparación de una casa de la actual calle Zaragoza, junto con el también alcalde alarife Francisco Gómez. En 1643, por petición de la abadesa Ana de Alcázar, Antonio Fuentes, con el maestro carpintero Juan Antonio Escudero y el maestro albañil Fernando de Castro, revisaron el estado del convento de Santa Inés y realizaron un informe con las reformas que deberían realizarse.
A partir de diciembre de 1646 participó en la construcción de la iglesia del Colegio de San Francisco de Paula, que desde el siglo XIX es la iglesia del Sagrado Corazón de Jesús, de los jesuitas. Las obras fueron realizadas con planos de fray Juan de Saavedra y Antonio de Fuentes.